# 장인 스타디움
장인 스타디움은 중화인민공화국 장인에 위치한 다목적 경기장이다. 주로 축구경기가 열린다. 수용 인원은 30,161명이다.